# Leaellynasaura
Leaellynasaura („Leaellynin ještěr“ - podle dcery manželů Richových, kteří dinosaura popsali) byl rod menšího, pouze po zadních končetinách se pohybujícího býložravého dinosaura, který žil zřejmě v menších skupinách na jihu dnešní Austrálie (lokalita Dinosaur Cove, geologické souvrství Eumeralla) zhruba před 115 miliony lety v období rané křídy.

## Význam
Tento ornitopod z kladu Elasmaria patří mezi několik dnes známých "polárních" dinosaurů z jižní polokoule. Při dospělé délce kolem 3 metrů vážil tento ornitopod asi 90 kg. Mláďata však dosahovala délky jen kolem 90 centimetrů. Podle jiných údajů byl však tento druh podstatně menší, dosahoval délky jen kolem 1 metru.
Tito dinosauři patří k prvním objeveným zástupcům tzv. polární dinosauří fauny, druh L. amicagraphica byl formálně popsán v roce 1989.

## Paleobiologie
Stavba kostní dřeně lelynasaury naznačuje, že rostla nepřetržitě a rychle. Kolísání teploty mezi sezónami nijak nezpomalovalo růst, proto se někteří vědci domnívají, že Leaellynasaura byl teplokrevný dinosaurus. Zdá se, že na lebce a mozkovně jsou zjistitelné stopy po adaptacích na chladné a temné období polární zimy (zvětšené optické laloky a očnice). Stavba kostní dřeně lelynasaury naznačuje, že rostla nepřetržitě a rychle. Dosud nebyla objevena žádná kompletní kostra tohoto dinosaura, je však znám podle mnoha izolovaných fragmentů. Podivné rodové jméno je poctou pro dceru objevitelů dinosaura, manželů Richových (oba jsou paleontologové).

## Paleoekologie
Mezi predátory, kteří tohoto menšího dinosaura lovili, patřili teropodní dinosauři menší a střední velikosti a možná také obří temnospondylní obojživelníci, jako byl až 5 metrů dlouhý rod Koolasuchus.
Ve stejných ekosystémech se vyskytovali i další menší ornitopodi, jako byl zhruba stejně velký druh Atlascopcosaurus loadsi.

### Česká literatura
- SOCHA, Vladimír (2021). Dinosauři – rekordy a zajímavosti. Nakladatelství Kazda, Brno. ISBN 978-80-7670-033-8 (str. 162-163)